# Őry Károly
Őry Károly, néhol Őri  (Újnéppuszta, 1898. március 3. – Tobolszk, 1946. február 2.) asztalos, pártmunkás.

## Élete
Édesapja, Őri László uradalmi bognármester volt, anyja Horváth Anna, vallása római katolikus, később felekezet nélküli. Az elemi iskola osztályait Csapiban, Pölöskefőn, Gyótapusztán, Bocskán, illetve Magyarszerdahelyen járta ki, majd Szepetneken kitanulta az asztalosmesterséget. 1915-ben a famunkások szakszervezetébe, illetve a Magyarországi Szociáldemokrata Pártba lépett be, a világháború idején a déli fronton harcolt, a Magyarországi Tanácsköztársaság idején a cseh fronton, továbbá a murai demarkációs vonalon szolgált. A kommün összeomlása után Bécsbe menekült, 1923-ban tért vissza hazájába, s a Kommunisták Magyarországi Pártja újjászervezésén dolgozott. A famunkások szakszervezete vezetőségi tagja lett, s 1925 nyarán részt vett a KMP első kongresszusán Bécsben, itt a KB tagja lett, továbbá a magyarországi pártügyek irányítására létrehozott háromtagú titkárságnak is. 1925. szeptember 22-én azonban Magyarországon lefogták, s az első Rákosi-perben négy év fegyházbüntetésre ítélték. 1929 karácsonyán engedték el, ekkor már súlyos beteg volt, így a Szovjetunióba ment gyógykezelésre, végül Moszkvában letelepedett. 1937-ben az illegális KMP kizárta soraiból, 1941-ben Tyumenybe, majd Tobolszkba száműzték, ahol a börtönben szerzett betegségébe belehalt.

### Levéltári anyagok
- HU BFL - VII.101.c - fegyenc.I - 8606
- HU BFL - VII.101.c - fegyenc.I - 8543
- HU BFL - VII.18.d - 03/0275 - 1925
- HU BFL - VII.5.c - 8771 - 1925